# 截尾脉海螂
截尾脉海螂（学名：Venatomya truncata），是海螂目海螂蛤科Venatomya属的一种。主要分布于韩国、中国大陆，常栖息在浅水区。